# Panteón Jardín
El panteón Jardín es un cementerio, ubicado en San Ángel, Ciudad de México. Fundado en 1937 por Alejandro Romero Lesbros y adquirido en 1948 por la familia Escandón, quienes lo administran actualmente. Su arquitectura abarca estilos diversos, desde el neocolonial hasta el art decó y contemporáneo. Dentro de él se albergan a varios artistas de la industria cinematográfica, musical, las artes, y otras áreas de México, así también como a algunas personalidades extranjeras.
Pedro Infante es uno de los sepultados en este lugar, por ello durante más de sesenta años los admiradores del mismo asisten a visitarlo los días 15 de abril, esto para conmemorar el aniversario de su muerte. Sin embargo, desde 2020, se empezó a suspender esta tradición por la pandemia de COVID-19 en México.
Para una lista de las personas notables sepultadas en este cementerio, véase sepulcros del Panteón Jardín. 